# Espluga del Boter
L'Espluga del Boter és una cavitat del terme de Conca de Dalt, al Pallars Jussà, dins de l'antic terme d'Hortoneda de la Conca, en territori de l'antic poble d'Herba-savina.
Està situada al costat de llevant del Serrat de l'Agranador, al sud-est del paratge de la Cogulla i també al sud-est de l'obi del mateix nom. És a migdia del Planell del Grau i al sud-oest del Tros del Tardà.